# Герб Орена
Ге́рб Оре́на — офіційний символ міста Орен, Португалія. Використовується як територіальний герб. У срібному щиті червоний орел із розкритими крилами, чорним дзьобом і пазурями, та золотою короною на шиї. Він тримає в лапах малий герб Португалії. Щит увінчує срібна мурована міська корона з п'ятьма вежами.  Під щитом біла стрічка, на якій великими літерами напис португальською: «cidade de Ourém» (місто Орен).  Офіційно затверджений 19 червня 1992 року.  

## Галерея

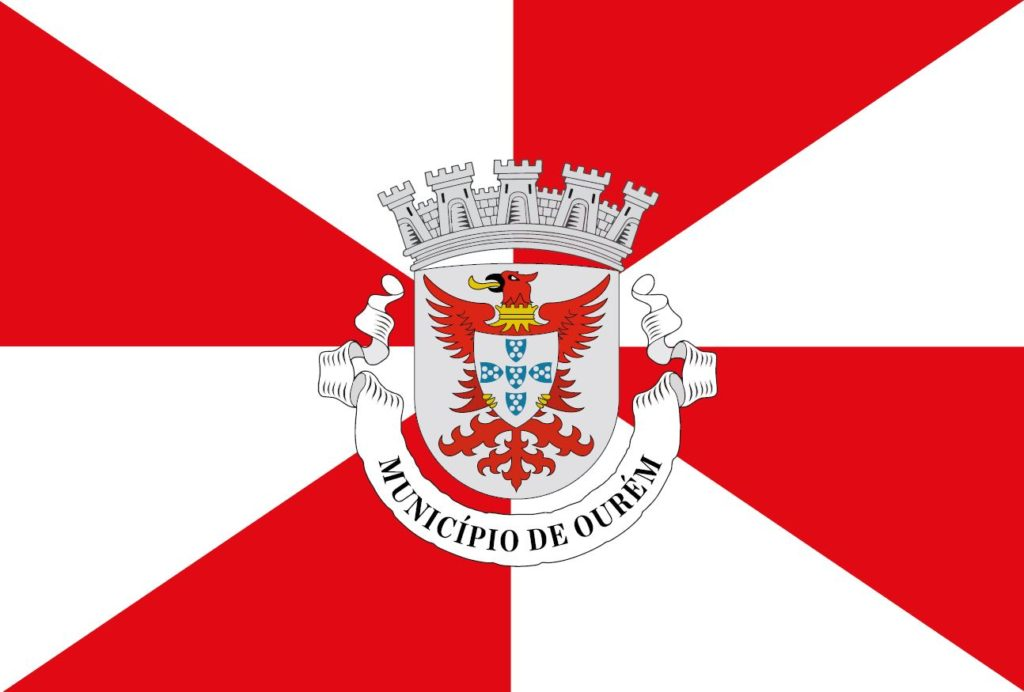
Прапор